# Heinz Wernicke
Heinz Wernicke (17 de Outubro de 1920 - 27 de Dezembro de 1944) foi um piloto alemão da Luftwaffe durante a Segunda Guerra Mundial. Abateu 117 aeronaves inimigas, o que fez dele um ás da aviação. Wernicke faleceu num acidente quando a sua aeronave embateu em pleno voo com a do seu camarada.